# Kiss András (költő)
Kiss András, írói nevei M. Kiss András, Végvári Kiss András (Végvár, 1950. október 27. –) költő, biológus, ornitológus, természettudományi író.

## Életútja

### Tanulmányai, munkaállomásai
Középiskolai tanulmányait a temesvári C. D. Loga Líceumban végezte (1968), a Babeș–Bolyai Tudományegyetemen 1973-ban szerzett biológiai szakos diplomát. Pályakezdőként egy évig Csanádon tanított. 1974–1984-ig a Bánsági Múzeum természettudományi részlegének ornitológusa. 1975-től a Tibiscus-Științele Naturii c. múzeumi kiadvány szerkesztője, 1985 óta a temesvári Közegészségügyi Intézet környezetvizsgálati laboratóriumának kutatóbiológusa.

### Természettudományi munkássága
Fő kutatási területe a fehér gólyák életmódjának tanulmányozása. Tudománytörténeti tanulmányaiban méltatta Kuhn Lajos és Dionisie Lințea, valamint a temesvári Természettudományi Társaság munkásságát. Természet- és madárvédelmi írásait a Szabad Szó, Vörös Lobogó, Szatmári Hírlap, A Hét, Művelődés, Korunk, Brassói Lapok, Orizont, Tibiscus, Aquila, Revista Muzeelor és Neuer Weg közölte.

### Költői munkássága
Versekkel 1968-ban jelentkezett. Szerepelt a Varázslataink (Kolozsvár, 1974), Hangrobbanás (Temesvár, 1975) és Ötödik Évszak (Marosvásárhely, 1980) c. antológiákban s a temesvári Franyó Zoltán Irodalmi Kör Lépcsők c. kiadványaiban, így a negyedikben (1978) Gyermekvers-füzérével. Verseit az Utunk, Echinox, Ifjúmunkás, Igaz Szó közölte.
Fanyar nosztalgiával verseli meg a visszahúzódásra kényszerített őstermészet szépségeit, csodálatos titkait. Verseinek jellemző jegye a nyílt, sallangtalan szókimondás és egyfajta sajátos nyelvi játékosság. Markó Béla szerint "megkésett, visszafogott hangú beat-költő ő, leplezetlenül nyers, hétköznapi, akiből kihalt viszont az 1960-as évek teli torkú pátosza".
Az 1990-es és 2000-es években sokat tesz a bánsági magyar irodalmi élet ébrentartásáért, rész vesz író-olvasó találkozókon, ahol verseit szavalja.

## Verskötetei
- Nagy-narancs-hold. Versek; Facla, Temesvár, 1980
- Tücsköknek szól; Facla, Temesvár, 1985